# James Zetek
James Zetek (* 12. Dezember 1886 in Chicago, Illinois; † 2. Juni 1959 in Panama-Stadt, Panama) war ein US-amerikanischer Entomologe, der in Panama als Forscher tätig war.

## Leben und Wirken
Zetek war der Sohn tschechischer Einwanderer. 1911 graduierte er zum Bachelor of Arts an der University of Illinois. Im Alter von 25 Jahren zog er nach Panama. Zwischen 1911 und 1913 betrieb er im Auftrag der Isthmian Canal Commission entomologische Studien. Seine Arbeit unter Oberst William C. Gorgas bestand hauptsächlich im Studium von Stechmücken und anderer tropische Krankheiten übertragende Insekten. 1914 heiratete er Maria Luisa Gutierrez, Mitglied einer hochgeachteten Familie aus Panama-Stadt. Die Tochter Ella war das einzige Kind des Paares. Zetek war Organisationsdirektor der Nationalausstellung, die von 1915 bis 1916 in Panama-Stadt stattfand. Von 1916 bis 1918 war er Professor für Biologie und Hygiene am National Institute of Panamá. Von 1918 bis 1920 erforschte er die Entomofauna am Panamakanal. Gemeinsam mit Thomas Barbour, William Morton Wheeler und Richard Pearson Strong überzeugte er 1923 Jay Johnson Morrow, Gouverneur der Panamakanalzone, auf der Insel Barro Colorado das erste Naturreservat in Panama einzurichten. Von 1923 bis 1956 war Zetek der erste Direktor der Barro Colorado Research Station, die ab 1946 unter Verwaltung der Smithsonian Institution gestellt wurde. Zeteks Forschungsschwerpunkt waren die Termiten. 36 Jahre studierte er das holzzerstörende Verhalten der Termiten auf Barro Colorado, wofür Zetek extra Termitenhäuser baute, um die Wirkung von Chemikalien auf Termiten zu testen. Ein weiteres Interesse hatte Zetek an Weichtieren. Er sammelte zahlreiche Muschel- und Schneckenarten, die in den 1920er-Jahren von Henry Augustus Pilsbry beschrieben wurden. 1959 verstarb Zetek an den Folgen einer Lungenentzündung.

## Dedikationsnamen
Nach James Zetek sind unter anderem der Panama-Stummelfußfrosch (Atelopus zeteki), die Muschelart Bankia zeteki, die Regenwurmart Bimastos zeteki, die Laubfroschart Isthmohyla zeteki, die Schneckenart Scolodonta zeteki und die Knotenameisenart Pheidole zeteki benannt.

## Werke (Auswahl)
- The general ecology of the forest-inhabiting Mollusca, 1911
- Note on the oviposition of Aedes calopus Meigen, 1913
- Determining the flight of mosquitos, 1913
- Los moluscos de la República de Panamá, 1918
- The Panama Canal species of the genus Anopheles, 1920
- The Black Fly Of Citrus And Other Subtropical Plants, 1920 (mit Harry Frederic Dietz)
- Damage by termites in the Canal Zone and Panama and how to prevent it, 1924
- Influence of the Panama Canal on the development of America from the scientific point of view, 1926 (Spanische Ausgabe: Influencia del Canal de Panamá en el desarrollo de América desde el punto de vista científico, 1928)
- Information for scientists, 1951